# 杜子春 (学者)
杜 子春（と ししゅん）は、後漢の学者。劉歆の起こした『周礼』の学問を後漢時代に伝えた。

## 略歴
『漢書』『後漢書』は杜子春について何も伝えていない。賈公彦『周礼注疏』序周礼廃興に引く馬融の「伝」に略歴を載せる。それによれば、杜子春は河南郡緱氏県（現在の河南省洛陽市偃師区）の人で、劉歆に『周礼』を学んだ。後漢のはじめに劉歆の弟子はほとんどが死にたえたが、杜子春は明帝の永平年間（58年-75年）のはじめにまだ生きており、年齢は90歳ちかくだった。古文学者の鄭衆や賈逵はいずれも杜子春に『周礼』を学んだ。
『経典釈文』の説明もほぼ同じであるが、賈逵ではなく鄭興・鄭衆親子が杜子春に『周礼』を学んだとしている。
杜子春の著作は残っていないが、『周礼』の鄭玄注のなかに鄭興・鄭衆に並んで杜子春の説が数多く引用されている。馬国翰『玉函山房輯佚書』に杜子春の説が集められている。